# Дега (нагорье)
Дега́ — верхний, наиболее прохладный высотный пояс Эфиопского нагорья, расположенный на высоте 2300—4550 м (гора Рас-Дашэн).

## Климат
Среднегодовые температуры не выше 16 °C, осадков 1000—1500 мм в год; влажный сезон летом. Зимой горы выше 3600 м эпизодически покрываются снегом, отдельные снегопады отмечались в Аддис-Абебе (на высоте 2440 м).

## Флора
До высоты 3500 м распространены леса из древовидных можжевельников, подокарпов, дикой оливы, выше — заросли вереска и высокогорные степи с низкорослыми дерновинными злаками и кустарниками, по долинам — луга.

## Население
Население редкое, занимается главным образом животноводством (зебу, овцы, козы. Земледелие — до высоты 2800 м (злак теф).